# Varese (provincie)
Varese is een van de twaalf provincies in de Italiaanse regio Lombardije.
Het grondgebied beslaat de volledige oostelijke oever van het Italiaanse deel van het Lago Maggiore, zowel als de Italiaanse westoever van het Meer van Lugano en het gebied daartussen. In de provincie liggen meerdere kleinere meren, waarvan het Meer van Varese, nabij de hoofdstad het grootste is. Varese behoort tot de merenstreek Insubrië.
De provincie grenst aan de Lombardische provincies Como, Monza e Brianza en Milaan, de tot Piëmont behorende provincies Novara en Verbano-Cusio-Ossola en het Zwitserse kanton Ticino.

## Geschiedenis
Opgravingen hebben uitgewezen dat het gebied rond Golasecca (zie de gelijknamige cultuur van Golasecca), alsmede Angera al tussen de 10.000 en 15.000 jaar geleden mensen gewoond moeten hebben. Ook op het eilandje Virginia in het Meer van Varese zijn prehistorische vondsten gedaan. Angera was gedurende de Romeinse tijd een belangrijke plaats omdat het aan het einde lag van de traject Mediolanum-Verbanus (Milaan-Maggiore). De oudste vermelding van de stad Varese dateert uit 922. Na wisselend onder het bestuur van Como, Verbania en Milaan te zijn gevallen wordt het grondgebied in 1786 tot zelfstandige provincie uitgeroepen met de hoofdstad Gallarate. In 1882 wordt de Gotthardspoorlijn geopend wat de economie een sterke impuls geeft. Begin 20e eeuw komt de vliegtuigindustrie rondom Varese op gang, waarvan met name het huidige Agusta-Westland nog resteert. In 1925 wordt de eerste autosnelweg ter wereld geopend. Het is de huidige A8: Milaan-Varese. Twee jaar later wordt Varese de provinciale hoofdstad. In 1960 wordt in Ispra, aan het Lago Maggiore, het atoomonderzoekscentrum geopend, dat later werd omgevormd tot Joint Research Centre of the European Commission. Hier werken mensen uit alle hoeken van de EU. In hetzelfde jaar wordt in Varese de Scuola Europea in gebruik genomen.

## Economie en belangrijke plaatsen
De economie van de provincie is voornamelijk gebaseerd op de landbouw, geitenhouderij omwille van de melk waarvan kaas wordt gemaakt, en op het toerisme, in verband met de nabijheid van de stad Milaan. De provincie staat ook bekend om de productie van asperges, druiven, kersen en honing.
- Varese (83.798 inw.)
- Busto Arsizio (77.833 inw.)
- Gallarate (46.171 inw.)
- Saronno (38.870 inw.)

## Toeristische trekpleisters
- Lago Maggiore

Belangrijkste plaatsen aan het meer zijn Luino en Laveno. De Lombardische oever van het meer is ingetogener dan de mondaine westoever. Vanuit Laveno vertrekken er boten naar
de Borromeïsche Eilanden die overigens tot de provincie Verbania behoren.
- Santa Caterina del Sasso

Religieus complex gelegen aan de steile oever van het Lago Maggiore tussen Laveno en Ispra. De ligging is spectaculair. In de kerk liggen de resten van de kluizenaar Alberto. Het is van bovenaf te bereiken via een honderden treden tellende trap, óf vanaf het meer met de boot die uit de richting van de Borromeïsche Eilanden komt.
- Angera

Aan het zuidelijkste deel van het Lago Maggiore met het immense kasteel Rocca di Angera .
- Varese

De Città Giardino met haar vele tuinen en parken. Bezienswaardig zijn ook de Dom en het Baptisterium. De twee belangrijkste musea zijn het Castello di Masnago en de Villa Panza. Varese staat bovendien bekend als goede winkelstad.
- Campo dei Fiori

Bergmassief ten noorden van Varese. Populair wandelgebied. Aan de oostzijde ligt Santa Maria del Monte vanwaar een kapellenweg, de Sacro Monte di Varese, richting Varese loopt.
- Castiglione Olona

Een stukje Toscane in Lombardia. De plaats behoort tot de belangrijkere Lombardische kunststeden.
- Taino

Klein dorp (3.500 inwoners) in de buurt van Angera aan de zuid-oostkant van het Lago Maggiore. Bezit een klein park, waarvan men echter een prachtig uitzicht heeft over de zuidelijke helft van het Lago Maggiore, de heuvels en bergen van Piemonte en het Monte Rosa-complex.
- Valganna

Het meest ongerepte dal van de provincie. Vlak bij Induno Olona is er een bijzondere overhangende waterval. De plaats Valganna heeft een zeer bezienswaardig klooster. In het dal liggen nog twee meertjes, waarvan het Lago di Ghirla voor het toerisme het belangrijkst is.
- Lago di Lugano

Belangrijkste plaats is hier Porto Ceresio met zijn gezellige boulevard en mooie uitzicht
op het aan de overkant liggende Morcote (Zwitserland)
- Meer van Varese, Meer van Monate en Meer van Comabbio

In het Meer van Varese mag vanwege de vervuiling niet meer gezwommen worden. Wel wordt er volop op gekanood en langs de oevers gewandeld, vanwaar je prachtige uitzicht hebt op het Monte Rosa massief en de Campo dei Fiori. Het Meer van Monate is de zuiverste van de drie en hierin wordt dan ook volop in gezwommen.

## Foto's

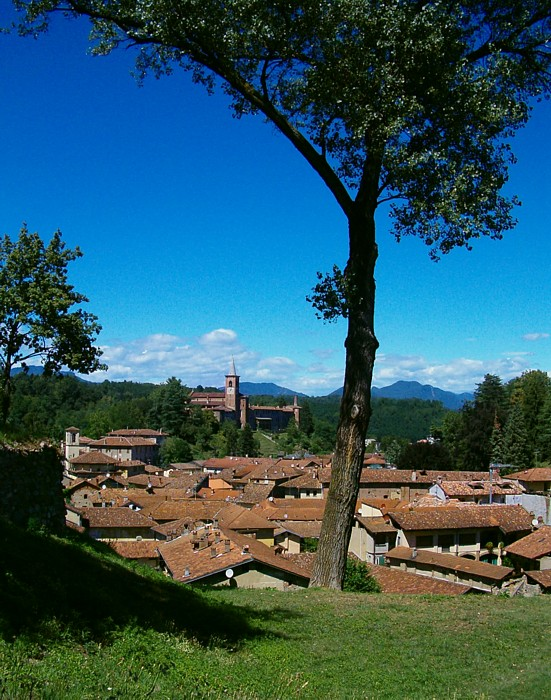
Castiglione Olona
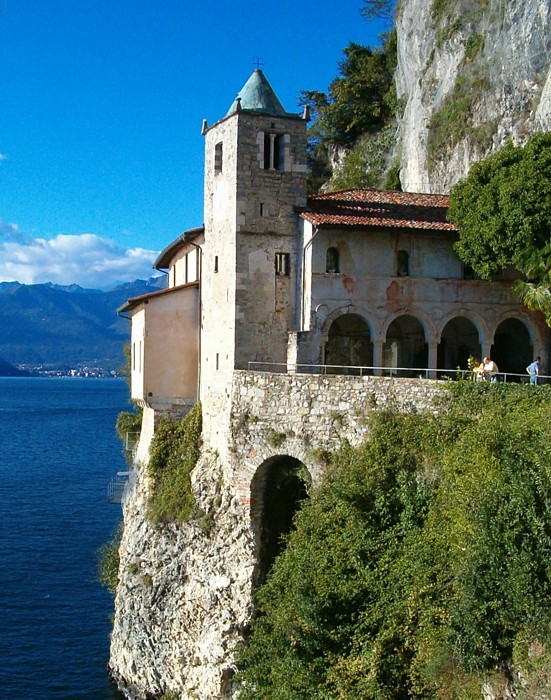
S. Caterina
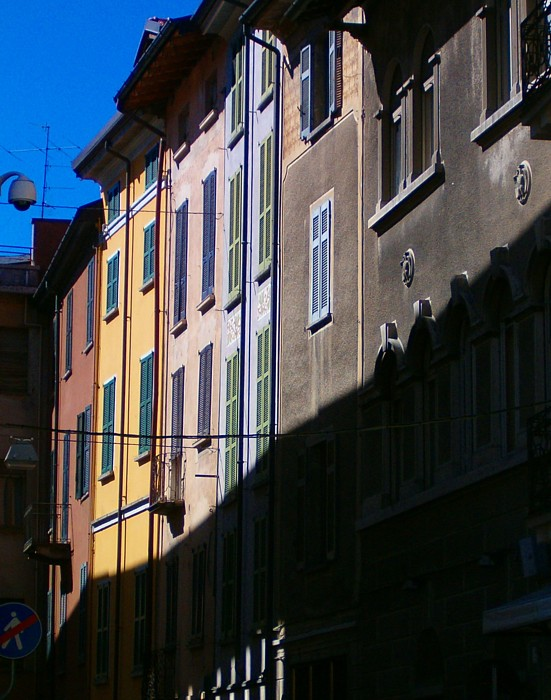
Centrum Varese
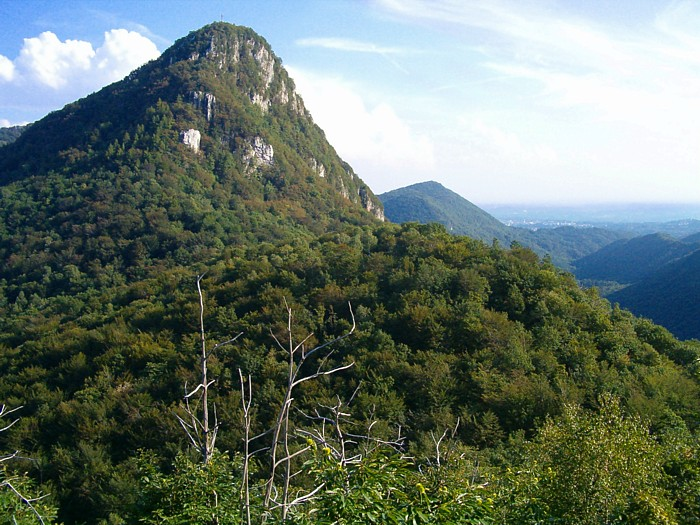
Valganna

Bergamo · Brescia · Como · Cremona · Lecco · Lodi · Mantua · Milaan · Monza e Brianza (vanaf 2009) · Pavia · Sondrio · Varese